# Arthur Breitwieser
Arthur Breitwieser (* 31. Juli 1910 in Lemberg, Österreich-Ungarn; † 20. Dezember 1978 in Bonn) war SS-Unterscharführer und war als Desinfektor Angehöriger des  Lagerpersonals im KZ Auschwitz.

## Leben
Breitwieser wurde als Sohn eines Kellners in Lemberg geboren und besuchte dort ein deutsches Gymnasium, an dem er 1931 das Abitur machte. Anschließend studierte er an der Universität Lemberg Jura und machte 1938 seinen Abschluss Magister Juris. Während des Studiums war er für zwei Jahre Mitglied der Jungdeutschen Partei in Polen. Nach dem Studium arbeitete er als Rechtsberater in Lemberg und Bromberg. Am 1. September 1939, dem Tag des deutschen Überfalls auf Polen, wurde Breitwieser von der polnischen Polizei verhaftet. Am 9. September wurde er von der deutschen Wehrmacht befreit und fand erneut eine Anstellung in Bromberg. Er trat dem Volksdeutschen Selbstschutz in Bromberg bei und wurde im November 1939 zur Waffen-SS eingezogen. Nach Stationen in Warschau und im KZ Buchenwald wurde er im Mai 1940 nach Auschwitz versetzt, wo er bis Januar 1945 blieb.

## KZ Auschwitz
Breitwieser war während seiner Zeit in Auschwitz zunächst in der Lagerverwaltung tätig. Nach einem Jahr administrativer Arbeit nahm er im Sommer 1941 an einem Lehrgang teil, an dem der Umgang mit Zyklon B erlernt wurde. Dass Breitwieser an den folgenden Probevergasungen aktiv teilnahm, bei denen die SS das Giftgas an Menschen ausprobierte, konnte nicht bewiesen werden. Bald darauf wurde Breitwieser mit der Leitung der Häftlingsbekleidungskammerverwaltung beauftragt, da die Arbeit mit dem Gas seine Gesundheit schädigte. Nach viereinhalb Jahren, die er in Auschwitz tätig war, begleitete er im Januar 1945, im Rahmen der „Evakuierung“ des KZ Auschwitz, einen Häftlingstransport ins Konzentrationslager Buchenwald. Dort wurde er einer SS-Kampfeinheit zugeteilt und geriet bald darauf in amerikanische Gefangenschaft.

## Kriegsprozesse
Breitwieser wurde im Dezember 1946 an Polen ausgeliefert und im großen Krakauer Auschwitzprozess gegen Arthur Liebehenschel und 39 weitere SS-Angehörige im Dezember 1947 vom Obersten Nationalen Tribunal Polens zum Tode verurteilt. Ein polnisches Gericht gab seinem Gnadengesuch jedoch statt und wandelte Anfang 1948 die Todesstrafe in lebenslange Haft um. Nachdem Breitwieser elf Jahre in Polen im Gefängnis gewesen war, wurde er im Januar 1959 an Deutschland ausgewiesen, wo er im Betrieb eines Schwagers als Buchhalter arbeiten konnte. Vom 9. Juni 1961 bis zum 22. Juni 1961 saß er in Untersuchungshaft, wurde aber im August 1965 von einem Frankfurter Schwurgericht im 1. Auschwitzprozess aus Mangel an Beweisen freigesprochen. Er war der einzige Angeklagte, der im Schlusswort eine längere, sachliche Widerlegung der Anklage versuchte.